# 붇옹산의 부동산 스터디
붇옹산의 부동산 스터디는 강영훈이 2006년 11월 19일에 개설한 커뮤니티다. 부동산 이야기나 투자 이야기를 하는 곳이고 글쓰기 조건은 카페방문을 35회 정도해야 하고 댓글작성은 1회 정도해야 한다. 랭킹은 열매 3단계(23단계)였으나 2018년 5월 20일 기준으로는 5단계 숲이다.
함.

- 2007년 11월9일- 강영훈이 강영훈의 부동산 이야기 개설
- 2007년 7월 20일 - 카페 이름 '붇옹산의 부동산 스터디'로 변경
- 2017년 12월 19일 - 2017 대표카페로 선정
- 2018년 4월 26일 - 카페 이름 '부동산 스터디''로 변경[1]